# Демор, Пётр Фёдорович
Пётр Фёдорович Демор (28 августа (9 сентября) 1802 — 21 января (2 февраля) 1873) — генерал-лейтенант, начальник штаба Корпуса инженеров путей сообщения.

## Биография
Родился 28 августа (9 сентября) 1802 года. Происходил из дворян Санкт-Петербургской губернии.
Воспитывался в 1-м кадетском корпусе и 29 марта 1822 года произведён в прапорщики в 3-й пионерный батальон.
Участвовал в сражении 25 и 26 августа 1831 года против польских мятежников под Варшавой, находясь в штурмовой колонне 2-го пехотного корпуса, а 27 августа при взятии Варшавы и за храбрость в этом деле награждён орденами Св. Владимира 4-й степени с бантом и Св. Анны 3-й степени. 17 декабря 1844 года был награждён орденом Св. Георгия 4-й степени за беспорочную выслугу 25 лет в офицерских чинах (№ 7327 по списку Григоровича — Степанова).
Будучи подполковником он был назначен 20 октября 1845 года дежурным штаб-офицером штаба Корпуса инженеров путей сообщения с оставлением по армии, где и был в 1856 году произведён за отличие в полковники; 17 августа 1862 года он был произведён в генерал-майоры и назначен заведующим штабом Корпуса путей сообщения и членом аудиториата Главного управления путей сообщения и публичных зданий. Со времени упразднения этой должности 1 февраля 1871 года Демор состоял по Министерству путей сообщения, 29 марта 1872 года, в день пятидесятилетия службы его в офицерских чинах, был произведён в генерал-лейтенанты.
Умер 21 января (2 февраля) 1873 года.

## Награды
- Орден Святого Владимира 4-й степени с бантом (1831)
- Орден Святой Анны 3-й степени (1831)
- Знак отличия за военное достоинство 4-й степени (1831)
- Орден Святого Станислава 2-й степени (1842)
- Знак отличия беспорочной службы за XX лет (1843)
- Орден Святого Георгия 4-й степени за 25 лет выслуги (1844)
- Императорская корона к ордену Святого Станислава 2-й степени (1844)
- Орден Святой Анны 2-й степени (1849)
- Императорская корона к ордену Святой Анны 2-й степени (1853)
- Знак отличия беспорочной службы за XXXV лет (1858)
- Орден Святого Владимира 3-й степени (1859)
- Знак отличия беспорочной службы за XL лет (1863)
- Орден Святого Станислава 1-й степени (1864)
- Орден Святой Анны 1-й степени (1866)
- Императорская корона к ордену Святой Анны 1-й степени (1870)

## Семья
С 23 июля 1847 года был женат на старшей сестре Петрашевского, Софии. Их дети: Елена (1.05.1848—?), Варвара (1850—?), Клеопатра (14.09.1851—?), Александр (28.08.1853—?), Сергей (24.09.1856—1910), Константин (30.05.1862—?).